# Ressourcenallokation
Unter Ressourcenallokation oder Faktorallokation versteht man die Zuordnung und Verteilung knapper Ressourcen wie Arbeit, Kapital, Boden und Rohstoffen zur Produktion von Gütern oder Dienstleistungen. Von der Frage der Allokation zu unterscheiden ist die Frage der Verteilung (Distribution) der produzierten Güter auf Individuen oder gesellschaftliche Gruppen (siehe auch Verteilungskonflikt).

## Allokationsproblem
Der Ausdruck „Allokationsproblem“ (auch: Lenkungsproblem) betrifft die Frage, wie knappe Güter verwendet werden, damit ein effizientes Wohlfahrtsergebnis erzielt wird.
Jede Volkswirtschaft verfügt über einen bestimmten Bestand an Produktionsfaktoren. Diese beschränkten Faktoren stehen unbeschränkten Bedürfnissen der Individuen gegenüber. Daraus ergibt sich die Frage, welche Bedürfnisse mit den vorhandenen Ressourcen befriedigt werden sollen. Dies ist das Allokationsproblem.
Lösungen des Allokationsproblems sind sogenannte Pareto-effiziente Allokationen. Sie haben die Eigenschaft, dass es nicht möglich ist, jemanden besser zu stellen, ohne jemand anderen schlechter zu stellen.

## Methoden der Ressourcenallokation

### Marktmechanismus
„Ein Markt ist ein Verfahren, bei dem durch das Zusammenwirken von Käufern und Verkäufern eines Gutes Entscheidungen über dessen Preis und Menge getroffen werden.“
Der Marktmechanismus bietet gegenüber anderen Koordinationsmechanismen zahlreiche Vorteile. Zum Beispiel führt ein funktionierender Marktmechanismus zu Allokationseffizienz. Das bedeutet, dass die Nachfrager die Güter bekommen, die sie haben wollen und bezahlen können. Hierbei ist die Allokationseffizienz gegeben, indem die Grenzkosten der Produktion dem Grenznutzen der Nachfrager entsprechen. Durch eine andere Gütermenge würde nun die Wohlfahrt sinken, da dann die Grenzkosten nicht mehr dem Grenznutzen entsprechen und somit zu einem neuen Gleichgewicht führen. Weiterhin führt der Marktmechanismus unter anderem zu Produktionseffizienz, hat eine Motivationsfunktion und fördert den technischen Fortschritt.
Diese Vorteile können allerdings nur zum Tragen kommen, wenn es einen funktionierenden Wettbewerb gibt und der Markt auch alle Bedürfnisse optimal befriedigen kann. Liegt dies nicht vor, kann es zu Marktversagen führen. Die Markteffizienzhypothese von Kapitalmärkten ist ein finanzwissenschaftliches Pendant.

### Staatliche Regulierung
Hier greift der Staat in die Regulierung des Marktes ein, um eine politisch gewollte Verteilung zu gewährleisten. Dies äußert sich in dezentraler und zentraler Planung der Prozesse. Dabei gelten die dezentralen Ordnungen im Allgemeinen als Marktwirtschaften und die zentralen Ordnungssysteme als Zentralwirtschaften.
In kapitalistischen Marktwirtschaften wird die Knappheit durch die Marktpreise angezeigt. Diese Marktpreise regulieren dann schließlich auch den Markt. Damit die Märkte möglichst gut funktionieren, muss der Staat hier Pareto-optimale Mengen auffinden. Ein Pareto-Optimum ist ein Zustand, in dem es nicht möglich ist, ein Individuum besser zu stellen, ohne zugleich ein anderes Individuum schlechter zu stellen. Das Problem hierbei ist, dass dies zwar möglicherweise sehr effizient ist, aber nicht zwingenderweise gerecht und fair.
Ansätze zur zentralen Lösung des Allokationsproblems hat zum Beispiel Karl Marx vorgegeben. Hierbei wird davon ausgegangen, dass die Lösung des Allokationsproblems eng mit der Lösung des Eigentumsproblems einhergeht. Dabei strebte Marx eine ‚planmäßige bewusste Organisation der gesellschaftlichen Produktion‘ an. Dies ist aber nur durch eine zentral geplante und gelenkte Marktwirtschaft möglich. Laut seiner Theorie beendet die planmäßige Organisation der Produktion den Kampf des einzelnen Individuums um seine Existenz und dadurch wird es möglich, dass eine freie, von Konkurrenzdenken losgelöste Gemeinschaft gebildet wird, in der soziale Sicherheit und sozialer Frieden verwirklicht werden können. Dabei geschieht die Verteilung der Ressourcen durch güterwirtschaftliche Planmengenbilanzen. Hier werden die Preise staatlich festgelegt und die Produktionsmittel der Volkswirtschaft sind im Gegensatz zur Marktwirtschaft verstaatlicht. Der Preismechanismus als Knappheitsindikator wird abgelehnt, da er nur die kaufkraftmäßige Nachfrage berücksichtigt und nicht die wesentlich höheren realen Bedürfnisse der Bevölkerung.
In sozialistischen Marktwirtschaften hingegen werden sowohl plan- als auch marktwirtschaftliche Marktelemente kombiniert. Hier ergeben sich die Preise sowohl aus Marktpreisen als auch durch staatliche Festlegung.
|                   | Zentralverwaltungswirtschaft    | Sozialistische Marktwirtschaft                     | Kapitalistische Marktwirtschaft      |
| ----------------- | ------------------------------- | -------------------------------------------------- | ------------------------------------ |
| Preis             | staatlich fixierte Preise       | Staatlich fixierte Preise und Marktpreise          | Marktpreise                          |
| Produktionsmittel | Produktionsmittel verstaatlicht | Vergesellschaftetes Eigentum an Produktionsmitteln | Privateigentum an Produktionsmitteln |
| Formalziel        | Prinzip der Planerfüllung       | Einkommensprinzip oder Gewinnprinzip               | Gewinnprinzip                        |

## Beispiel
Anhand des Box-Diagramms (Edgeworth-Box) wird die Ressourcenallokation zweier Wirtschaftssektoren bestimmt. Zur Herstellung der Güter aus beiden Sektoren werden die gleichen Produktionsfaktoren benötigt. 

Edgeworth-Box: Im Schnittpunkt der roten und blauen Linien sind die Ressourcen Pareto-effizient verteilt.

Zur Bestimmung der Ressourcenallokation müssen zunächst die Güterpreise (hier: Preise für Automobile und Kosmetika) und der Bestand an Ressourcen (hier: Arbeit und Boden) gegeben sein.
Die Abszisse gibt das Gesamtangebot an Arbeit wieder, die senkrechte Achse das Gesamtangebot an Boden.
Die blaue Linie spiegelt das Boden-Arbeits-Verhältnis in der Automobilindustrie wider, die rote Linie das der Kosmetikindustrie.
In dem Punkt, wo sich beide Boden-Arbeits-Verhältnisse (rote und blaue Linie) schneiden, liegt die effiziente Allokation der Ressourcen zur Bestimmung der (ressourcen-)optimalen Produktionsmengen der beiden Güter.
Erhöht sich die Nachfrage nach Kosmetika, wird der Preis für dieses Gut steigen. Produzenten werden auf diesem Markt mehr produzieren und anbieten. Das hat zur Folge, dass mehr Produktionsfaktoren für die Herstellung von Kosmetikartikeln nachgefragt werden. Hierbei wird deutlich, dass der Preis die Verteilung der Produktivkräfte auf die Produktion von Gütern lenkt.
Wenn der Arbeits- und Bodeneinsatz in der Automobilindustrie sinkt, steigt das Angebot an diesen Ressourcen in der Kosmetikindustrie. Die Produktionsfaktoren, die in der Automobilindustrie nicht mehr zum Einsatz kommen, werden in die Kosmetikproduktion gelenkt. Das heißt, dass man sich auf der Transformationskurve in Richtung des Sektors Kosmetikindustrie bewegt, da die Ressource hier am besten genutzt werden kann. Dieser Effekt, der sogenannte Rybczynski-Effekt, wird als eine mögliche Erklärung für den Außenhandel einer Volkswirtschaft gesehen.
Die Produktion von Kosmetika steigt überproportional zur Erhöhung des Bodenangebots.
Ein erhöhtes Angebot an Boden senkt bei konstanten Preisen die Produktionsmenge des arbeitsintensiven Gutes. Hieraus geht hervor, dass die Allokation der Ressourcen die Produktionsmenge der Gesamtwirtschaft bestimmt.

## Fehlallokation
Als Fehlallokation wird die Abweichung von der optimalen Allokation durch ineffiziente Verwendung von Produktionsfaktoren bezeichnet. Eine Reallokation fehlallokierter Ressourcen ist bei komparativ-statistischer Betrachtung möglich, wenn die bestehende Knappheit an Gütern verringert werden kann.